# Kifouli Dossou
Pour les articles homonymes, voir Dossou.
Kifouli Dossou est un artiste sculpteur béninois. Il est né en 1976 à Cové, dans le département Zou au Bénin.

## Biographie

### Enfance, éducation et carrière
Kifouli Dossou né en 1978 à Covè est issu d'une famille d'artisans-sculpteurs de masques. Son père Tidjani, est un sculpteur de petites statuettes pour les cérémonies de vodoun et son grand frère de Amidou Dossou est également sculpteur. Dès l'âge de 10 ans, Kifouli commence par sculpter des masques Gélédé.
Kifouli manie les bois, pour produire les masques gélédés, il puise ses inspirations dans les profondeurs des idéologies culturelles Fon & Yorùba.

## Expositions

### Collectives
2021 : Ex Africa
2021 : Visions d’Afrique, Espace d’Art - Le Comœdia, Brest, France. 
2021 : Gèlèdè, Maison Rouge, Cotonou, Bénin. 
2019 : Trait d’union, Paris, France, 2018, «Foultitude », Dakar, Sénégal.
2018 : Bénin, L’art roi, Art-cade, Marseille, France. 
2017 : Stop ma pa ta (ma matière première n’est pas ta matière), Villa Arson, Nice, France. 
2016 : Art Fair Paris, Galerie Vallois, Paris, France. 
2015 : Primi nel mezzo, Ebano Gallery, Milan, Italie. 
2015 : Folk art africain ?, Bordeaux, France. 
2015 : Véhicules, Musée International des Arts Modestes, Sète, France. 
2013 : Exposition collective, Galerie Les Naufragés du temps, Saint-Malo, France. 
2007 : Exposition collective, Musée Afro-Brasil de SaoPaulo, SaoPaulo, Brésil.

### Personnelles
2011 :  Le sondage, Fondation Zinsou, Bénin.

## Récompenses
2014 : Prix Orisha,

## Galerie d'images

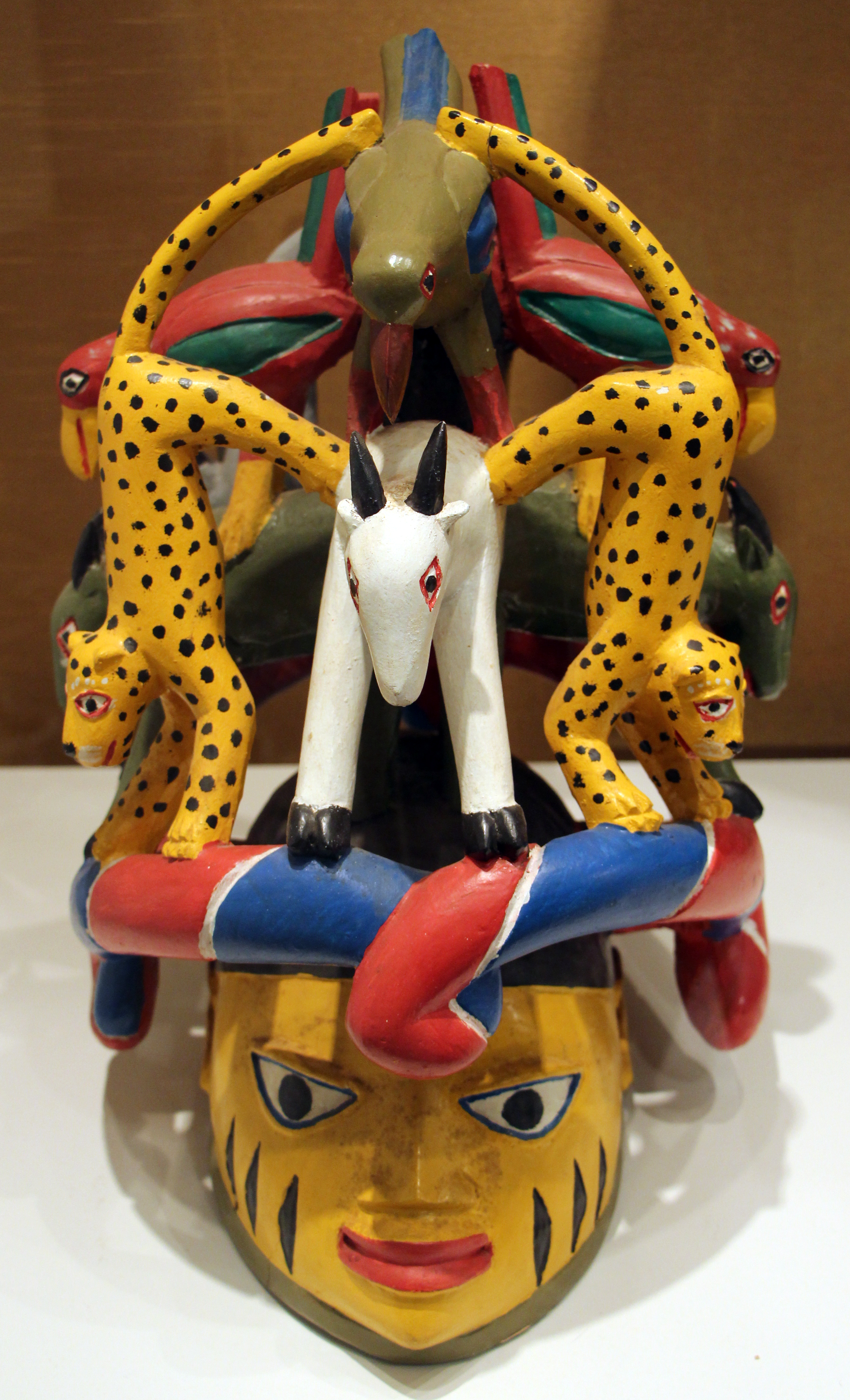
Masque de gélédé, une œuvre de Kifouli